# Софроний Китроски
Софроний (на гръцки: Σωφρόνιος, Софрониос) е гръцки духовник, епископ на Вселенската патриаршия.

## Биография
Софроний е споменат в житието на Дионисий Олимпийски, писано от Дамаскин Студит. В него се казва, че когато светецът основал манастира „Света Троица“ в Олимп, пророкувал, че след него ще дойде епископ, който ще построи там кул станало така - дошъл епископ Софроний Китроски и построил на това място кула. Тъй като манастирът е основан около 1543 година, Софроний ще да е епископ след тази дата и преди 1560/1561 година, когато на китроската катедра е засвидетелстван Дамаскин.